# Лагуш
Ла́гуш (порт. Lagos, «озёра»; /'laguʃ/) — город и морской порт на юге Португалии, центр одноимённого муниципалитета округа Фару. Численность населения — 17,5 тыс. жителей (город), 25,4 тыс. жителей (муниципалитет). Город и муниципалитет входит в регион Алгарве и субрегион Алгарве. Входит в состав городской агломерации Большое Алгарве.
Является членом движения «Медленный город».

## Расположение
Город расположен на берегу залива Лагуш близ места впадения реки Бенсафрин в Атлантический океан. Расстояние от Лагуша до Лиссабона — 184 км, до Фару — 67 км, до Бежи — 124 км.
Муниципалитет граничит:
- на севере — муниципалитет Моншике
- на востоке — муниципалитет Портиман
- на юге — Атлантический океан.
- на западе — муниципалитет Вила-ду-Бишпу
- на северо-западе — муниципалитет Алжезур

## Население
| Население муниципалитета Лагуш (с 1801 по 2011 годы) | Население муниципалитета Лагуш (с 1801 по 2011 годы) | Население муниципалитета Лагуш (с 1801 по 2011 годы) | Население муниципалитета Лагуш (с 1801 по 2011 годы) | Население муниципалитета Лагуш (с 1801 по 2011 годы) | Население муниципалитета Лагуш (с 1801 по 2011 годы) | Население муниципалитета Лагуш (с 1801 по 2011 годы) | Население муниципалитета Лагуш (с 1801 по 2011 годы) | Население муниципалитета Лагуш (с 1801 по 2011 годы) | Население муниципалитета Лагуш (с 1801 по 2011 годы) | Население муниципалитета Лагуш (с 1801 по 2011 годы) |
| ---------------------------------------------------- | ---------------------------------------------------- | ---------------------------------------------------- | ---------------------------------------------------- | ---------------------------------------------------- | ---------------------------------------------------- | ---------------------------------------------------- | ---------------------------------------------------- | ---------------------------------------------------- | ---------------------------------------------------- | ---------------------------------------------------- |
| 1801                                                 | 1849                                                 | 1900                                                 | 1930                                                 | 1960                                                 | 1981                                                 | 1991                                                 | 2001                                                 | 2004                                                 | 2009                                                 | 2011                                                 |
| 9789                                                 | 11 012                                               | 13 937                                               | 16 210                                               | 17 060                                               | 19 700                                               | 21 526                                               | 25 398                                               | 27 041                                               | 29 298                                               | 30 755                                               |

## История
Лагуш — город-порт с более чем двухтысячелетней историей. Название Лагуш имеет кельтское происхождение и получено из слова Лакобрига. Лагуш сначала был поселением Карфагенян, которые вошли в союз с кельтами в их войне против римлян. Позже это поселение было колонизировано римлянами и стало частью римской области Лузитания. Некоторые следы римского периода до сих пор обнаруживаются в Лагуше и прилегающей сельской местности. Лакобрига уже в те времена была важной гаванью.
В VI веке город был занят вестготами, а затем византийцами. Мавры завоевали город в VIII столетии. Они переименовали город в Zawaia («Озеро»). Город стал частью прибрежного региона аль-Гарб (откуда произошло название Алгарве). Мавры укрепили город и установили важные торговые связи. В 1174 году местный наместник дал разрешение на строительство церкви Святого Иоанна Крестителя вне городских стен. Это — самая старая церковь в Алгарве.
Даже когда король Афонсу I повторно завоевал Португалию (Реконкиста), южная часть (Алгарве и Алентежу) оставалась под мавританским владычеством. В дальнейшем город был отвоеван у мавров королём Афонсу III Португальским в 1241 году. После полного захвата Алгарве в 1249 году король дал себе титул «Король Португалии и Алгарве», выделив тот факт, что Алгарве, после долгого правления мавров, рассматривалась не как часть Португалии, а как отдельная страна.
Лагуш стал юридически независимым во время правления короля Педру I в 1361 году. Король Жуан I собрал свой флот в гавани Лагуша перед походом для осады и завоевания города Сеуты в 1415 году. Это был первый шаг в открытии аравийского мира во времена средневековой Европы, который фактически начал эпоху «Великих Португальских Географических Открытий».
Таким образом в XV веке Лагуш стал важным городом и морской гаванью для португальских моряков-исследователей. Принц Энрики, известный как Энрике Мореплаватель, третий сын Короля Жуана I, прожил бо́льшую часть жизни в Лагуше. Отсюда он направлял экспедиции в Марокко и на западное побережье Африки на каравеллах, парусных судах с превосходными способностями к мореплаванию.
Лагуш был также «портом приписки» для Жила Эанеша — первого мореплавателя, заплывшего в 1434 году за мыс Бохадор, который рассматривался в те времена как конец мира. Это было крупным достижением в португальском исследовании Африки. Лагуш был исключительно важен во времена Великих географических открытий. Крупнейший после Каира город Африки, Лагос, был назван португальцами в честь Лагуша.
Также через порт Лагуша первые африканские рабы вступили в средневековую Европу. В городе есть здание таможни XVII века, стоящее на месте, где в XV веке были организованы первые рынки работорговли. Как главный организатор этих экспедиций, принц Энрики получал одну пятую от цены рабов. После его смерти город потерял интерес для королевской семьи, и все главные дворянские и торговые дома тогда поменяли место жительства на Лиссабон.
Король Себастьян I, поглощённый планами большого крестового похода против арабского королевства Фес, собрал огромный флот в Лагуше в 1578 году. В течение этой злополучной попытки он и большинство дворян Португалии были убиты в сражении при Эль-Ксар-эль-Кебире в Марокко.
Старый португальский город Лагуш был очень красивым городом со многими памятниками, пока не был разрушен землетрясением и цунами 1755 года. Но город всё ещё сохраняет некоторые восстановленные стены XVI века, замок губернатора XVII века и место, которое, как полагают, явилось первым рынком работорговли в Европе (Меркаду де Эшкравуш, открывшийся в 1444 году).
Два известных военно-морских сражения имели место возле Лагуша, отражая его стратегическое местоположение. В сражении при Лагуше (1693 год) французская эскадра победила объединенный англо-голландский флот, а в 1759 году британский флот победил французский.

## Достопримечательности
Сан-Себаштиан
- Древнеримская дамба Фонте-Коберта (Barragem romana da Fonte Coberta)
- Церковь Святого Антония (Igreja de Santo António)
- Церковь Святого Себастьяна (Igreja de São Sebastião)
- Археологическая база Монте-Мольян (Estação arqueológica de Monte Molião)
- Часовня Иоанна Крестителя (Capela de São João Baptista)

Санта-Мария
- Крепостные стены и башни Лагуша (Muralhas e torreões de Lagos)
- Женский монастырь кармелиток (Convento de Nossa Senhora do Carmo)
- Здание оружейной мастерской (Edifício Oficina do Espingardeiro)
- Форт мыса Бандейра (Forte da Ponta da Bandeira)
- Невольничий рынок (Mercado de Escravos) — первый в Европе невольничий рынок организованный в 1441 г. и расположенный в здании античной таможни.

Одиашере
- Приходская церковь Одиашере (Igreja Paroquial de Odiáxere)
- Форт Мейя-Прайя (Forte da Meia Praia)

Луш
- Крепостной замок Богородицы Девы Марии (Fortaleza de Nossa Senhora da Luz)
- Церковь Луш-де-Лагуш (Igreja da Luz de Lagos)

Бенсафрин
- Менир Кабеса-ду-Рошеду (Menir da Cabeça do Rochedo)

### Природные достопримечательности
Лагуш имеет много природных достопримечательностей включая:
- Божественный уголок (Ponta da Piedade)
- Золотые гроты Побережья (Grutas da Коста d’Oiro)
- Лагуна Алвор (Laguna de Alvor)
- Национальный лес Баран-де-Сан-Жуан (Mata Nacional de Barão de S.João)

### Пляжи
- Мея-Прая (Praia da Meia Praia)
- Батата (картофельный пляж) (Praia da Batata)
- Эстудантеш (пляж студентов) (Praia dos Estudandes)
- Пиньау (Praia do Pinhão)
- Пляж Дона-Ана (Praia da Dona Ana)
- Камилу (Praia do Camilo)
- Понта-да-Пьедаде (Praia da Ponta da Piedade)
- Канавиал (Praia do Canavial)
- Порту-де-Мош (Praia do Porto de Mós)
- Луж (Praia da Luz)

## Экономика
Экономика Лагуша, подобно многим прибрежным городам в Португалии, всегда была связана с морем, и лов рыбы всегда был важной деятельностью с очень древних времен. С 1960 года город охватил туризм, который стал его самой важной экономической деятельностью. Город имеет красивые берега, хороший климат, океан, ровную береговую линию и богатое историческое наследство. Он также имеет множество культурных достопримечательностей и множество развлечений ночной жизни. Много местных традиций сохраняются здесь в архитектуре, кулинарии и изделиях кустарного промысла.
Лагуш — также регион известный своим виноделием. Вино «мушкатель» (moscatel), производящее в регионе известно во всем мире. Также популярностью пользуется крепкий алкогольный напиток aguardente de medronho, сделанный из ягод земляничного дерева.
Большинство населения живёт вдоль береговой линии и работает в сфере туризма и услуг. Внутренние регионе заселены слабо, причем большинство людей работают в сельском и лесном хозяйстве.

## Транспорт
Железнодорожная станция, автодороги N120 и N125.Ближайшие аэропорты Портиман (код: LPPM), Фару (код: LPFR).

## Районы
| Фрегезии (районы) муниципалитета Лагуш | Фрегезии (районы) муниципалитета Лагуш | Фрегезии (районы) муниципалитета Лагуш | Фрегезии (районы) муниципалитета Лагуш | Фрегезии (районы) муниципалитета Лагуш | Фрегезии (районы) муниципалитета Лагуш | Фрегезии (районы) муниципалитета Лагуш |
| -------------------------------------- | -------------------------------------- | -------------------------------------- | -------------------------------------- | -------------------------------------- | -------------------------------------- | -------------------------------------- |
| №                                      | Наименование                           | Оригинальное наименование              | Кол-во жителей чел.(2001)              | Территория км²                         | Плотность чел./км²                     | Почтовый индекс                        |
| 1                                      | Баран-де-Сан-Жуан                      | Barão de São João                      | 804                                    | 52,63                                  | 15,28                                  | 8600-000 BARAO DE SAO JOAO             |
| 2                                      | Бенсафрин                              | Bensafrim                              | 1533                                   | 78,46                                  | 19,54                                  | 8600-000 BENSAFRIM                     |
| 3                                      | Луш                                    | Luz                                    | 3068                                   | 21,83                                  | 140,54                                 | 8600-174 LUZ LGS                       |
| 4                                      | Одиашере                               | Odiáxere                               | 2522                                   | 31,83                                  | 79,23                                  | 8600-000 ODIAXERE                      |
| 5                                      | Сан-Себаштиан                          | São Sebastião                          | 11030                                  | 19,84                                  | 555,95                                 | 8600-000 LAGOS                         |
| 6                                      | Санта-Мария                            | Santa Maria                            | 6440                                   | 9,33                                   | 690,25                                 | 8600-706 LAGOS                         |

## Персоналии
- Данташ, Жулио (1876—1962) — португальский писатель, поэт, драматург.
- Силвейра, Алберту да (1859—1927) — португальский военный и общественно-государственный деятель.
- Эанеш, Жил — португальский мореплаватель XV века.

## Фотогалерея
- Рыболовный причал
- Памятник солдатам, погибшим в Мировых войнах.
- Зоопарк Лагуша
- Набережная Лагуша